# Мунитис, Педро
Пе́дро Муни́тис А́льварес (исп. Pedro Munitis Álvarez; род. 19 июня 1975, Сантандер) — испанский футболист и футбольный тренер. Выступал на позиции полузащитника. Имеет на своём счету 21 матч в составе национальной сборной.

## Карьера

### Клубная
Мунитис родился в Сантандере, и его карьера во многом связана с местным клубом — «Расингом», в котором он начинал карьеру и в который позже дважды возвращался.
До сезона, проведённого в «Бадахосе» на правах аренды, Педро не имел игровой практики в «Расинге», но вернувшись сыграл 72 матча за 2 сезона и забил в них 14 мячей. Футболистом заинтересовался один из сильнейших клубов страны — мадридский «Реал» — и сезон 2000/01 он начал уже в составе «сливочных». Мунитис провёл в Мадриде 2 сезона и внёс свой вклад в победу команды в чемпионате страны и Лиге чемпионов. Места в основе «Реала» Педро, однако, не получил. Он сыграл в 53 матчах, но только 15 из них начал с первых минут. В 2002 году он был отдан в аренду «Расингу», а после возвращения продан в «Депортиво».
Мунитис провёл в Галисии 3 сезона, играл в команде важную роль, а в 2006 году, отработав контракт, вновь вернулся в Сантандер.

### Международная
Мунитис дебютировал в сборной Испании 27 марта 1999 года в матче с командой Австрии.
На счету Мунитиса 21 матч в составе сборной. Вместе с ней Педро выступал на чемпионате Европы 2000 года.

## Достижения

### Командные
«Реал Мадрид»
- Чемпион Испании: 2001
- Победитель Лиги чемпионов: 2002
- Обладатель Суперкубка Европы: 2002